# Kyuznut
Kyuznut (azerbajdzjanska: Güznüt) är en ort i Azerbajdzjan.   Den ligger i kommunen Babek Rayon och distriktet Nachitjevan, i den sydvästra delen av landet, 400 km väster om huvudstaden Baku. Kyuznut ligger 883 meter över havet och antalet invånare är 1 529.
Terrängen runt Kyuznut är kuperad åt sydost, men åt nordväst är den platt. Närmaste större samhälle är Nachitjevan, 13,7 km nordväst om Kyuznut. 
Trakten runt Kyuznut består i huvudsak av gräsmarker. Runt Kyuznut är det ganska glesbefolkat, med 42 invånare per kvadratkilometer.